# Farzana Doctor

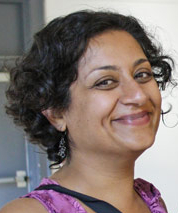
Farzana Doctor (2012)

Farzana Doctor (* 16. Dezember 1970 in der Republik Sambia) ist eine kanadische Schriftstellerin, Filmproduzentin und Sozialarbeiterin.

## Leben
Farzana Doctor wurde 1970 in Sambia geboren. Ihre Eltern stammen aus Indien. In den frühen 1970er Jahren emigrierte die Familie von Sambia nach Kanada. 
Doctor schloss ihr Studium an der McMaster University 1990 mit einem Master of Social Work ab. Doctor arbeitet als Sozialarbeiterin und Psychotherapeutin sowie als Consultant am Centre for Addiction and Mental Health in Toronto.
Als Mitglied des queeren Videokollektivs Friday Night Productions koproduzierte sie 2001 den Dokumentarfilm Rewriting The Script: A Loveletter to Our Families.
Doctors Prosa und Lyrik erschienen u. a. im Siren Magazine und der Anthologie Aurat Durbar — The Court of Women. Writings by Women of South Asian Origin. 2007 erschien ihr Debütroman Stealing Nasreen, der für den Masala! Mehndi! Masti! People’s Choice Award nominiert wurde. 2011 erhielt sie das Stipendium Dayne Ogilvie Grant for LGBT Emerging Writers des Writers’ Trust of Canada. Ihr zweiter Roman Six Metres of Pavement gewann 2011 den Rainbow Award for Best Contemporary Lesbian General Fiction und den Lambda Literary Award 2012 in der Kategorie Lesbian Fiction.  Seit 2009 kuratiert Doctor eine Lesereihe in Brockton Village, Toronto, deren Gastleser die kanadische Literatur und die kanadische Diversität spiegeln sollen.

## Politische Einstellungen
Im Oktober 2024 gehörte Doctor zu den Unterzeichnern eines Aufrufs zum Boykott israelischer Kulturinstitutionen, „die an der überwältigenden Unterdrückung der Palästinenser mitschuldig sind oder diese stillschweigend beobachtet haben“.

## Werke
Romane
- Stealing Nasreen. Toronto: Inanna Publications, 2007, ISBN 978-0-9782233-0-4.
- Six Metres of Pavement. Toronto: Dundurn Press, 2011, ISBN 978-1-55488-767-5.
- All Inclusive. Toronto: Dundurn Press, 2015, ISBN 978-1-45973-181-3.

Sachbuch
Angela M. Barbara, Gloria Chaim und Farzana Doctor, Asking the Right Questions 2: Talking about Sexual Orientation and Gender Identity during Assessment for Drug and Alcohol Concerns, Toronto: Centre for Addiction and Mental Health, 2004, ISBN 978-0-88868-469-1.
Film
- Rewriting The Script: A Loveletter to Our Families (2001, gemeinsam mit dem Videokollektiv Friday Night Productions).

## Auszeichnungen
- 2011 Dayne-Ogilvie-Stipendium des Writers’ Trust of Canada
- 2011 Rainbow Award für Six Metres of Pavement
- 2012 Lambda Literary Award für Six Metres of Pavement